# Isla de Mafia
La isla de Mafia ("Chole Shamba") es parte del archipiélago de Zanzíbar en Tanzania, junto con las islas de Unguja y Pemba. 
Pero desde el punto de vista administrativo, constituye uno de los seis valiatos de la región de Pwani y es gobernada desde tierra firme, no forma parte de la región semiautónoma de Zanzíbar.
En 2012, el valiato tenía una población de 46 438 habitantes.
La economía se basa en la pesca, agricultura de subsistencia y el mercado de Kilindoni, aunque también se ha desarrollado el turismo.

## Geografía
El archipiélago consiste en una isla principal (394 km²) y varias más pequeñas. Algunas de ellas están habitadas, como Chole (2 km²), con unos ochocientos habitantes. La capital de la isla es Kilindoni. El estrecho de agua entre el delta del río Rufiji y la isla es conocido como canal de Mafia.

## Historia
La historia de la isla se remonta al siglo VIII. La isla tenía un importante papel en el comercio entre el Lejano Oriente y África Oriental, siendo una importante parada para barcos árabes. El archipiélago daba salida a la plata de las minas del este de Zimbabue, que llegaban hasta aquí a través de los puertos de Kilwa y Michangani.
En la década de 1820, la localidad de Kua en la isla Juani fue atacada por caníbales sakalava que llegaron con 80 canoas desde Madagascar. Los caníbales se comieron a muchos de los habitantes locales y esclavizaron al resto.
La isla se incorporó al África Oriental Alemana junto con parte de la costa continental vecina en 1890, cuando estos territorios fueron comprados al sultán Alí ibn Said de Zanzíbar por cuatro millones de marcos de oro. En enero de 1915, durante la Primera Guerra Mundial, pasó a control británico.

## Comunicaciones

### Aeropuerto

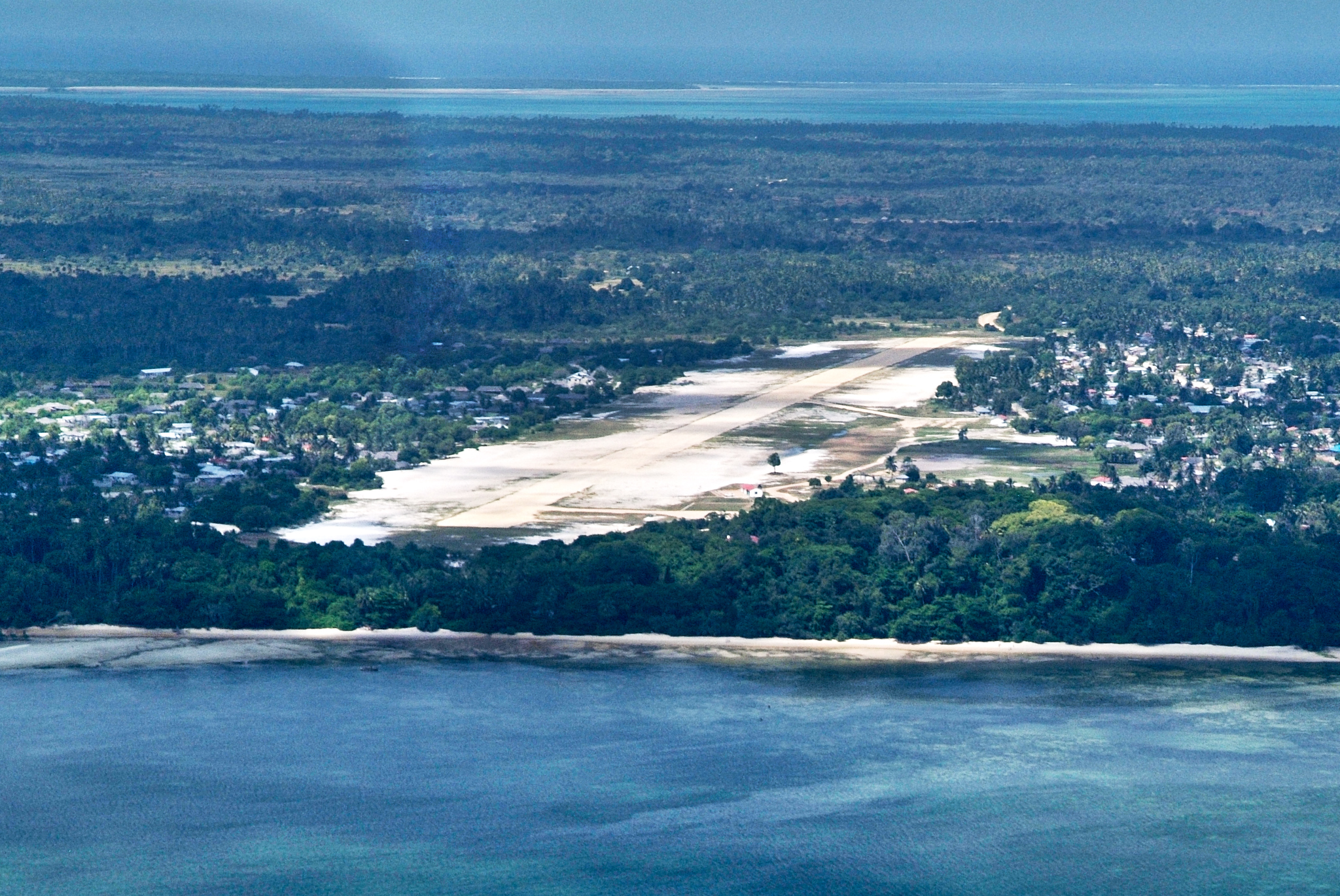
La pista 15/33.

La isla de Mafia cuenta con un pequeño aeropuerto. Está ubicado en el sur de la isla de Mafia, a una altitud de 31 metros sobre el nivel del mar y tiene el código IATA MFA y el código ICAO HTMA.
Cuenta con una pista en dirección 15/33 y de longitud de 1630 metros.

## Administración

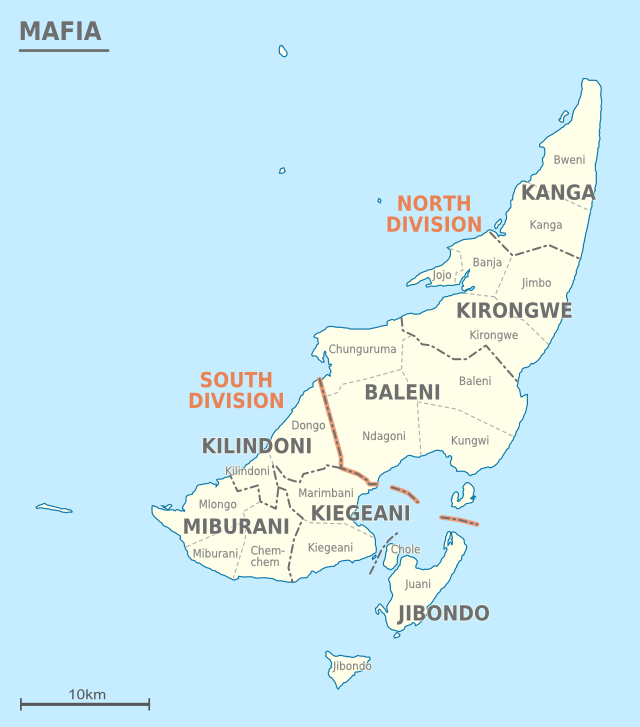
División administrativa.

El archipiélago formado por Mafia y las islas menores que la rodean pertenece a la región de Pwani, dentro de la cual está constituido como un valiato. El valiato se subdivide en ocho katas:
- Baleni
- Jibondo
- Kanga
- Kiegeani
- Kirongwe
- Kilindoni (la capital)
- Miburani
- Ndagoni

## Clima
| Parámetros climáticos promedio de Kilindoni | Parámetros climáticos promedio de Kilindoni | Parámetros climáticos promedio de Kilindoni | Parámetros climáticos promedio de Kilindoni | Parámetros climáticos promedio de Kilindoni | Parámetros climáticos promedio de Kilindoni | Parámetros climáticos promedio de Kilindoni | Parámetros climáticos promedio de Kilindoni | Parámetros climáticos promedio de Kilindoni | Parámetros climáticos promedio de Kilindoni | Parámetros climáticos promedio de Kilindoni | Parámetros climáticos promedio de Kilindoni | Parámetros climáticos promedio de Kilindoni | Parámetros climáticos promedio de Kilindoni |
| Mes                                         | Ene.                                        | Feb.                                        | Mar.                                        | Abr.                                        | May.                                        | Jun.                                        | Jul.                                        | Ago.                                        | Sep.                                        | Oct.                                        | Nov.                                        | Dic.                                        | Anual                                       |
| ------------------------------------------- | ------------------------------------------- | ------------------------------------------- | ------------------------------------------- | ------------------------------------------- | ------------------------------------------- | ------------------------------------------- | ------------------------------------------- | ------------------------------------------- | ------------------------------------------- | ------------------------------------------- | ------------------------------------------- | ------------------------------------------- | ------------------------------------------- |
| Temp. máx. media (°C)                       | 31.3                                        | 31.6                                        | 31.3                                        | 29.9                                        | 29.3                                        | 28.3                                        | 27.5                                        | 28.2                                        | 29.3                                        | 30.3                                        | 30.6                                        | 31.1                                        | 29.9                                        |
| Temp. media (°C)                            | 28.3                                        | 28.3                                        | 28.1                                        | 27.0                                        | 26.4                                        | 25.4                                        | 24.8                                        | 25.0                                        | 25.7                                        | 26.8                                        | 27.2                                        | 27.8                                        | 26.7                                        |
| Temp. mín. media (°C)                       | 25.3                                        | 25.1                                        | 25.0                                        | 24.2                                        | 23.5                                        | 22.6                                        | 22.1                                        | 21.9                                        | 22.2                                        | 23.3                                        | 23.9                                        | 24.6                                        | 23.6                                        |
| Precipitación total (mm)                    | 134                                         | 98                                          | 234                                         | 482                                         | 260                                         | 80                                          | 49                                          | 25                                          | 22                                          | 35                                          | 102                                         | 184                                         | 1705                                        |
| Fuente: Climate-Data.ORG                    |                                             |                                             |                                             |                                             |                                             |                                             |                                             |                                             |                                             |                                             |                                             |                                             |                                             |